# Rudolf Kner
Rudolf Kner (ur. 24 sierpnia 1810 w Linzu, zm. 27 października 1869 w Wiedniu) – austriacki zoolog, paleontolog i ichtiolog. 

## Życiorys
Studiował medycynę w Wiedniu od 1828 do 1835 roku. W 1841 przeniósł się na Uniwersytet Lwowski jako profesor historii naturalnej i teorii rolnictwa. 16 listopada 1849 roku został profesorem zoologii na Uniwersytecie Wiedeńskim. 

## Wybrane prace
- Leitfaden zum Studium der Geologie, Wien, 1851, 2. wyd. 1855.
- Lehrbuch der Zoologie, Wien, 1849, 2. wyd. 1855, 3. wyd. 1862.
- Die Süßwasserfische der österreichischen Monarchie, 1858 (razem z Hecklem)
- Über die Ganoiden als natürliche Ordnung, 1862.